# Гордон, Евгений Борисович
Евгений Борисович Гордон (8 сентября 1940 — 15 января 2019) — советский и российский учёный, специалист в областях физики низких температур и химической физики, доктор физико-математических наук (1981), профессор.

## Биография
Евгений Борисович Гордон родился в семье известного химика, заведующего аналитической лабораторией в Киевском институте судебной экспертизы, автора книги «Спектральный эмиссионный анализ», Бориса Ефимовича Гордона (1910—1997) и химика, заведующей аналитическим сектором Киевского завода «Красный резинщик», Эсфирь Ассировны Меламед (1913—1995).
В 1957 году окончил Киевскую школу номер 131, где работал заслуженный учитель Украинской ССР по физике Григорий Михайлович Дубовик. Несколько его выпускников поступили в престижный Московский физико-технический институт.
После двух лет попыток поступить в Киевский университет и Киевский Политехнический институт (два года работал слесарем на заводе «Красный резинщик»), поступил в Московский физико-технический институт, который окончил с отличием в 1965 году, затем поступил в его аспирантуру.
В октябре 1968 года был награжден дипломом лауреата Всесоюзной выставки технического творчества молодежи за участие в работе «Применение квантовых генераторов для исследования элементарных процессов». 
В 1969 году Е.Б. Гордон защитил кандидатскую диссертацию «Применение квантового генератора на атомарном водороде для изучения элементарных процессов с участием атомов H в газовой фазе и на поверхности твердых тел», посвященную использованию впервые в мире водородного мазера для измерения констант элементарных химических реакций. Выступление научного руководителя, члена-корреспондента В. Л. Тальрозе, состояло из одной фразы «Исключительно талантлив и трудоспособен».
С 1969 по 1987 год работал в Черноголовском отделении Института химической физики АН СССР, директором которого был Нобелевский лауреат 1956 года по химии Н. Н. Семенов. В 1977 году стал заведующим лабораторией квантовых систем.
В 1981 году защитил докторскую диссертацию на тему «Исследования трансформации внутренней энергии в быстрых химических реакциях методами СВЧ, ИК и видимой люминесценции».
С 1987 по 2006 год (с 2002 по 2006 по совместительству) был заведующим лабораторией квантовых систем в Филиале Института Энергетических проблем Химической Физики (ФИНЭПХФ РАН). Одновременно стал профессором МФТИ. В 2002 году вернулся в ИПХФ (Институт Проблем Химической Физики РАН, созданный на основе Черноголовского отделения ИХФ АН СССР), где работал до 2019 года главным научным сотрудником.
Автор более 200 научных работ , опубликованных в ведущих мировых изданиях.
Под руководством Е. Б. Гордона защищено большое количество (около 20) диссертаций.  По оценке студентов МФТИ, был блестящим лектором. На протяжении многих лет сотрудничал с лидирующими научными центрами в США, Японии, Голландии и других странах. Е. Б. Гордон вел активную научно-организационную деятельность. Был членом экспертного совета Высшей аттестационной комиссии (ВАК), экспертом Российского Фонда фундаментальных исследований (РФФИ) и других отечественных и зарубежных фондов, членом нескольких диссертационных советов, председателем Государственной экзаменационной комиссии (ГЭК), экспертом во многих российских и зарубежных журналах.
28 марта 1997 года Е.Б. Гордон был удостоен чести прочитать лекцию на тему «Молекулы и атомы в жидком и твердом гелии» на XIII Кикоинских чтениях. Они проводятся ежегодно в память о выдающемся советском физике И.К. Кикоине. В разные годы на Кикоинских чтениях лекции читали нобелевские лауреаты Жорес Алферов, Виталий Гинзбург, Алексей Абрикосов, Александр Прохоров.
Неоднократно выдвигался в члены-корреспонденты РАН. В 1998 г. Е.Б. Гордон был избран почетным профессором Института физико-химических исследований RIKEN, Япония.
О методе Е.Б. Гордона «Получение нитевидных наноструктур в вихрях сверхтекучего гелия» снят сюжет, впервые показанный 22 марта 2018 года в передаче «Черные дыры. Белые пятна» на телеканале «Культура». В 2021 году вышла книга «Евгений Борисович Гордон. Воспоминания и избранные статьи». В воспоминаниях российских и зарубежных коллег, сотрудников, учеников, друзей, родных и близких рассказывается о жизненном пути Евгения Борисовича, о его научной и научно-организационной деятельности. 
Любил и умел красиво танцевать. Следует отметить и спортивные достижения Е.Б. Гордона. Он неоднократно побеждал и занимал призовые места в командных и личных первенствах Ногинского научного центра и города Черноголовки по плаванию.
Умер в Москве 15 января 2019 года, похоронен рядом с родителями на кладбище с. Макарово, около Черноголовки.

## Научная деятельность
Свою научную деятельность Е. Б. Гордон начал, как все студенты МФТИ, с 3-го курса в 1961 г. в отделе свободных радикалов Института химической физики АН СССР. Руководителем отдела был Виктор Львович Тальрозе, ученик выдающегося ученого, академика В. Н. Кондратьева, основные научные интересы которого лежали в области элементарных процессов. Виктор Львович говорил: «Основа всех химических процессов заключается в природе первичных элементарных актов».  с. 113. Евгений Борисович был привлечен к работам по исследованию реакций свободных атомов водорода с конденсированными ненасыщенными соединениями. Его кандидатская диссертация была посвящена применению для изучения механизма химических реакций радиоспектроскопического прибора — квантового генератора на сверхтонком переходе атома водорода.
I. Результатом стал цикл работ [1-3], не имеющих аналогов в мире. 
1. Были обнаружены промежуточные комплексы в химических реакциях и измерены времена их жизни [10-11сек] – за много лет до Нобелевского лауреата А.Х. Зевейла.
2. Изучена модельная реакция Н + Н2  ->  Н2 + Н и её изотопные аналоги, исследовано влияние на ее скорость колебательного возбуждения (основа лазерной химии).
3. Были измерены точные значения констант скорости многих реакций атомов водорода.

Затем последовали многочисленные исследования химических реакций, связанных с разработкой химических и эксимерных лазеров [4-13]. Были созданы новые и эффективные экспериментальные методы, среди которых весьма оригинальным представляется метод исследования химических реакций путем введения контролируемых добавок в активную среду газовых лазеров .
При изучении обмена между атомами и молекулами галогенов были открыты новые закономерности химических реакций. Так, было обнаружено сохранение спин-орбитального состояния атома галогена в реакции обмена. Это по существу новый и неожиданный закон сохранения, очень важный для химической физики. Далее, было установлено, что в таких реакциях передача энергии возбуждения атома носит преимущественно резонансный характер. Оказалось также, что парамагнетизм молекул, сталкивающихся с атомами галогенов, очень мало влияет на скорость их спин-орбитальной релаксации. Большой интерес представляло обнаружение неизвестного ранее явления – неравновесного заселения подуровней сверхтонкой структуры атомов галогенов, образующихся при фотодиссоциации молекул. Эти и другие полученные Е.Б. с сотрудниками результаты позволили предложить и обосновать применение нового класса очень перспективных хемолазерных реакций.
II. Был создан  ряд химических и газовых лазеров, основанных на новых принципах.
III. Первым в мире ввел химически активные атомы внутрь сверхтекучего гелия
Отдел свободных радикалов был создан в результате большого интереса, возникшего в мире в конце 50х годов, к исследованиям замороженных высокоактивных радикалов, которые могли быть использованы как топливо в реактивных двигателях. 
В 1974 году Евгений Борисович с сотрудником своей лаборатории О. Ф. Пугачевым и сотрудником ИФТТ РАН Л.П. Межовым-Деглиным сделал на установке, собранной в лаборатории Е. Б. Гордона, новаторскую работу по стабилизации атомов азота в сверхтекучем гелии [14]. Были достигнуты рекордно большие концентрации стабилизированных атомов, а также удалось наблюдать тепловой взрыв при нагреве конденсата в момент перехода жидкого гелия из сверхтекучего в нормальное состояние.
IV. С сотрудниками своей лаборатории впервые наблюдал  туннельное протекание химической реакции (на примере реакции между атомом и молекулой изотопов водорода) – чувствительность реакции к колебательному кванту молекулы-продукта [15]. 
Позже было показано [16], что атомы и молекулы, введенные в сверхтекучий гелий, образуют уникальный мягкий, гелеобразный материал, на анализе свечения и структуры которого были сосредоточены дальнейшие исследования. В настоящее время эти исследования активно продолжаются в Турку (Финляндия), College Station (лаборатория Нобелевского лауреата Дэвида Ли), США и в Черноголовке (Россия). В последующие годы Е. Б. Гордон далее разрабатывал этот метод во многих лабораториях, занимающихся исследованиями при низких температурах: в Принстоне, Оак-Ридже, Лейдене, а также Рикене, Токио и Киото. 
V. Им был предложен и экспериментально обоснован метод прямого преобразования лавины горячих электронов в разряде через твердый ксенон [28,29].
VI.  Решена задача о максимальных температурах, достижимых в газовых химических реакциях [7].
VII. Был предложен промышленный метод переработки отработанного UF6 в нелетучие продукты [26] 
VIII. Обнаружено явление катализа процесса коагуляции примесей в сверхтекучем гелии квантованными вихрями (с 2009) – ультрабыстрого процесса, связанного с концентрированием любых наночастиц в сердцевине квазиодномерных вихрей, продуктом которого являются ультратонкие нити
Результаты: 
1. Предложен и реализован универсальный метод синтеза тонких нанопроволок при лазерной абляции погруженных в сверхтекучий гелий металлических мишеней [27].
2. Выращены и исследованы нанопроволоки из более чем 30 металлов и сплавов
3. Выявлены и частично реализованы перспективы использования нанопроволок в химии, физике и наноэлектронике.

Были сделаны работы совместно с сотрудниками МГУ по практическому применению готовых наноразмерных сфер и нанопроволок в качестве катализаторов реакций окисления [25]. На конференции по криокристаллам, состоявшейся в августе 2018 года в Польше, большой интерес вызвал доклад Е.Б. Гордона, в котором он рассматривал возможности применения его метода по конденсации гостевых частиц в квантовых вихрях сверхтекучего гелия, к космическим исследованиям [30].
За более чем полувековую научную деятельность, Е.Б. Гордон внес большой вклад в отечественную и мировую науку, круг его научных интересов был чрезвычайно широк. Евгения Борисовича отличали обширная эрудиция в самых разных вопросах экспериментальной и теоретической физики и химии, глубокая научная интуиция, умение делать простые, без привлечения громоздкого математического аппарата, безошибочные оценки, предшествовавшие оригинальным экспериментам, в которых он был признанным мастером.

## Семья
- Супруга: Диляра Ахметовна Гордон (Гареева), к.х.н., старший научный сотрудник ИПХФ РАН
- Дети: Йонатан (Сергей) Евгеньевич Гордон, Юлий Евгеньевич Гордон